# Olympische Sommerspiele 2008/Teilnehmer (Puerto Rico)
| Gelbes Symbol für Goldmedaillen mit stilisierten Olympischen Ringen | Graues Symbol für Silbermedaillen mit stilisierten Olympischen Ringen | Braundes Symbol für Bronzemedaillen mit stilisierten Olympischen Ringen |
| ------------------------------------------------------------------- | --------------------------------------------------------------------- | ----------------------------------------------------------------------- |
| —                                                                   | —                                                                     | —                                                                       |

Puerto Rico nahm bei den Olympischen Sommerspielen 2008 in Peking mit 22 Athleten in 8 verschiedenen Disziplinen teil.

## Leichtathletik
- Männer
  - Félix Martinez (400 m)
  - David Freeman (1500 m)
  - Héctor Cotto (110 m Hürden)
  - Javier Culson (400 m Hürden)

- Frauen
  - Carol Rodríguez (200 m und 400 m)

## Boxen
- Männer
  - McWilliams Arroyo (Fliegengewicht)
  - McJoe Arroyo (Bantamgewicht)
  - José Pedraza (Leichtgewicht)
  - Jonathan González (Halbweltergewicht)
  - Carlos Negrón (Halbschwergewicht)

## Turnen
- Männer
  - Luis Rivera Rivera (Kunstturnen)

## Judo
- Männer
  - Abderramán Brenes la Roche (bis 81 kg)
  - Alexis Chiclana Melendez (bis 90 kg)
  - Pablo Figueroa Carrillo (+100 kg)

## Schießen
- Männer
  - Lucas Rafael Bennazar Ortiz (Doppeltrap)

## Schwimmen
- Männer
  - Daniel Velez (100 m Brust)
  - Douglas Lennox-Silva (100 m Schmetterling und 200 m Schmetterling)

- Frauen
  - Vanessa García (50 m Freistil)
  - Kristina Lennox-Silva (400 m Freistil und 200 m Schmetterling)

## Taekwondo
- Männer
  - Ángel Román (bis 80 kg)

- Frauen
  - Asunción Ocasio (bis 67 kg)

## Gewichtheben
- Frauen
  - Geralee Vega (bis 58 kg)